# NGC 531
NGC 531 è una galassia lenticolare situata nella costellazione di Andromeda a una distanza di circa 237 milioni di anni luce dalla nostra Via Lattea.

## Scoperta
NGC 531 è stata scoperta il 16 ottobre 1855 dall'astronomo irlandese R.J. Mitchell.

## Gruppo di NGC 507 e HCG 10

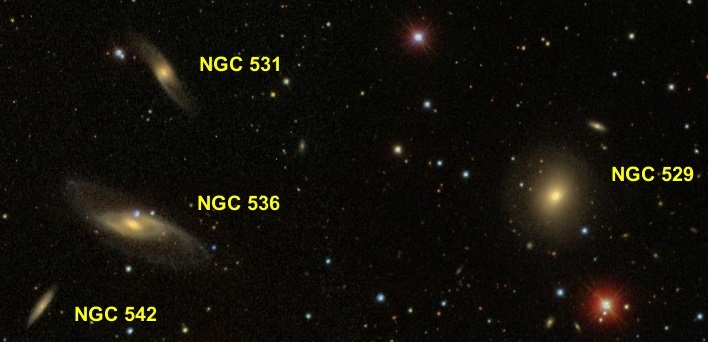
Il gruppo compatto di Hickson HCG 10 nelle immagini SDSS.

Assieme a NGC 529, NGC 536 e NGC 542, NGC 531 fa parte del Hickson Compact Group HCG 10. 
NGC 531 fa anche parte del Gruppo di NGC 507, un vasto raggruppamento che comprende almeno 42 galassie, 21 delle quali figurano nel New General Catalogue (NGC) e 5 nell'Index Catalogue (IC). Quattro membri di questo gruppo sono anche inclusi tra le galassie di Markarian. La  galassia più luminosa del gruppo è NGC 507, mentre la più estesa è NGC 536.

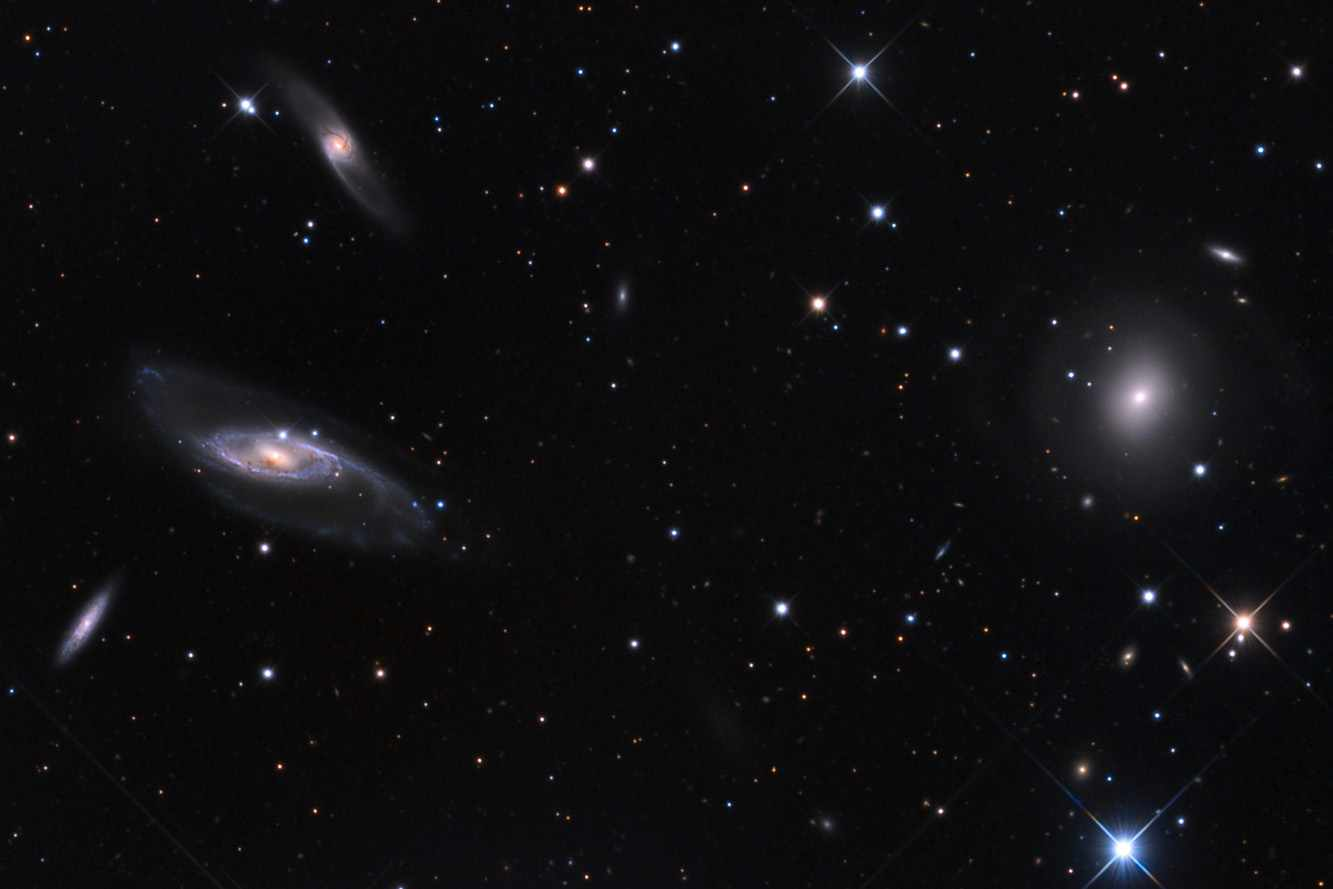
HCG 10 ripreso da Adam Block, Osservatorio di Monte Lemmon.